# باول دانا (صحفي)
باول دانا (بالإنجليزية: Paul Dana)‏ هو محرر وصحفي أمريكي، ولد في 20 أغسطس 1852 في نيويورك في الولايات المتحدة، وتوفي في 7 أبريل 1930.